# Fryderyk August I
Fryderyk August I Wettyn (właśc. Fryderyk August Józef Maria Antoni Jan Nepomucen Alojzy Ksawery Wettyn, niem. Friedrich August Joseph Maria Anton Johann Nepomuk Aloys Xaver; ur. 23 grudnia 1750 w Dreźnie, zm. 5 maja 1827 tamże) – książę saski z dynastii Wettynów (linii albertyńskiej), głowa saskiej rodziny panującej jako książę elektor Saksonii w latach 1763–1806, król Saksonii w latach 1806–1827 i książę warszawski w latach 1807–1815.
Najstarszy syn księcia elektora Fryderyka Krystiana (1722–1763) i księżniczki bawarskiej Marii Antoniny z dynastii Wittelsbachów (1724–1780), który dożył wieku dorosłego. Wnuk króla polskiego i wielkiego księcia litewskiego Augusta III Sasa oraz prawnuk króla polskiego i wielkiego księcia litewskiego Augusta II Mocnego (ze strony ojca), a także wnuk cesarza rzymsko-niemieckiego Karola VII Wittelsbacha oraz praprawnuk króla polskiego i wielkiego księcia litewskiego Jana III Sobieskiego (ze strony matki).

## Życiorys
Urodził się w Dreźnie, jako drugie w kolejności dziecko ówczesnego następcy tronu Saksonii (a zarazem królewicza polskiego) po zmarłym tuż po urodzeniu w 1748 roku – nieznanym z imienia – starszym bracie. Jego dzieciństwo przypadło na trudny dla Saksonii okres, naznaczony wojną siedmioletnią, w trakcie której, w okupowanej przez Prusaków stolicy elektoratu, zmarła jego babka Maria Józefa. Podobnie jak w przypadku potomstwa Augusta III, w rodzinie Fryderyka Krystiana program nauczania dzieci również obejmował naukę języka polskiego w nadziei podtrzymania w przyszłości unii polsko-saskiej.
Został księciem elektorem Saksonii 17 grudnia 1763 roku w wieku trzynastu lat po przedwczesnej śmierci swojego ojca, która nastąpiła zaledwie kilka tygodni po zgonie królewskiego dziadka. Władzę w Saksonii objął wtedy królewicz Ksawery z tytułem księcia administratora w zastępstwie małoletniego bratanka. Regent położył wielkie zasługi w dziele odbudowy elektoratu ze zniszczeń wojny siedmioletniej. Ksawerego wspierała owdowiała księżna elektorowa Maria Antonina, ale w 1768 roku został zmuszony do oddania władzy jej synowi, co z jednej strony było skutkiem zmęczenia ludności elektoratu niepopularnymi acz zbawiennymi dla Saksonii reformami oraz nieudowodnienia znienawidzonemu przez lud Henrykowi Brühlowi kradzieży publicznych pieniędzy na prywatne cele, a z drugiej stanowiło naturalną kolej rzeczy, wynikającą z uznania za pełnoletniego młodego księcia elektora. W rok po objęciu osobistych rządów 29 stycznia 1769 roku w Dreźnie zawarł małżeństwo z księżniczką palatyńską Amalią z dynastii Wittelsbachów, z którą miał córkę Marię Augustę.
Fryderyk August robił wiele dla odbudowania Saksonii, bardziej dbając o dobrobyt swoich poddanych niż o znaczenie państwa. Starał się, żeby Drezno zachowało walory jednej ze stolic europejskiej kultury i tu odniósł pewne sukcesy, chociaż nie było go już stać na utrzymanie znanych ze świetności zespołów dworskich artystów. Elektora cechował szczególnego rodzaju konserwatyzm. Przejawiał się nie tylko w zamiłowaniu do strojów sprzed ponad pół wieku, które musieli nosić dworzanie, ale i w przestrzeganiu etykiety. Nie dopuszczał do udziału w polityce rodzeństwa, zachowując tę sferę dla siebie. Był przy tym niezwykle pracowity. Dążąc do odbudowy kraju, wspierał wszystkie inicjatywy służące temu celowi. Swoje obowiązki wobec państwa traktował niesłychanie poważnie, wierząc, że w doskonałym wypełnianiu przyjętych zobowiązań tkwi źródło pomyślności wykonywanych zadań. Choć pedant i tradycjonalista, stosujący na swym dworze doprowadzoną do perfekcji etykietę, w duchu podobno był zwolennikiem monarchii konstytucyjnej. Dzięki swoim rządom w Saksonii zyskał przydomek Sprawiedliwy (niem. „der Gerechte“).
Sprawa unii z Polską pozostała za życia Fryderyka Augusta aktualna z różnym natężeniem. Mimo niezmiennej postawy matki – gorącej zwolenniczki podtrzymania unii sasko-polskiej – sam nie myślał o polskiej koronie – wiedział bowiem, że o jej zdobyciu nie zdecyduje słaba Saksonia, lecz możni sąsiedzi Rzeczypospolitej. Po ogłoszonym przez konfederatów barskich bezkrólewiu 3 marca 1771 roku przywódca konfederacji, biskup kamieniecki Adam Stanisław Krasiński, ofiarował mu koronę polską, której elektor saski jednak nie przyjął. Odpowiedział, że przyjmie koronę tylko wówczas, gdy zwróci się do niego z taką propozycją „cały naród”, ale wtedy było na to jeszcze za wcześnie.

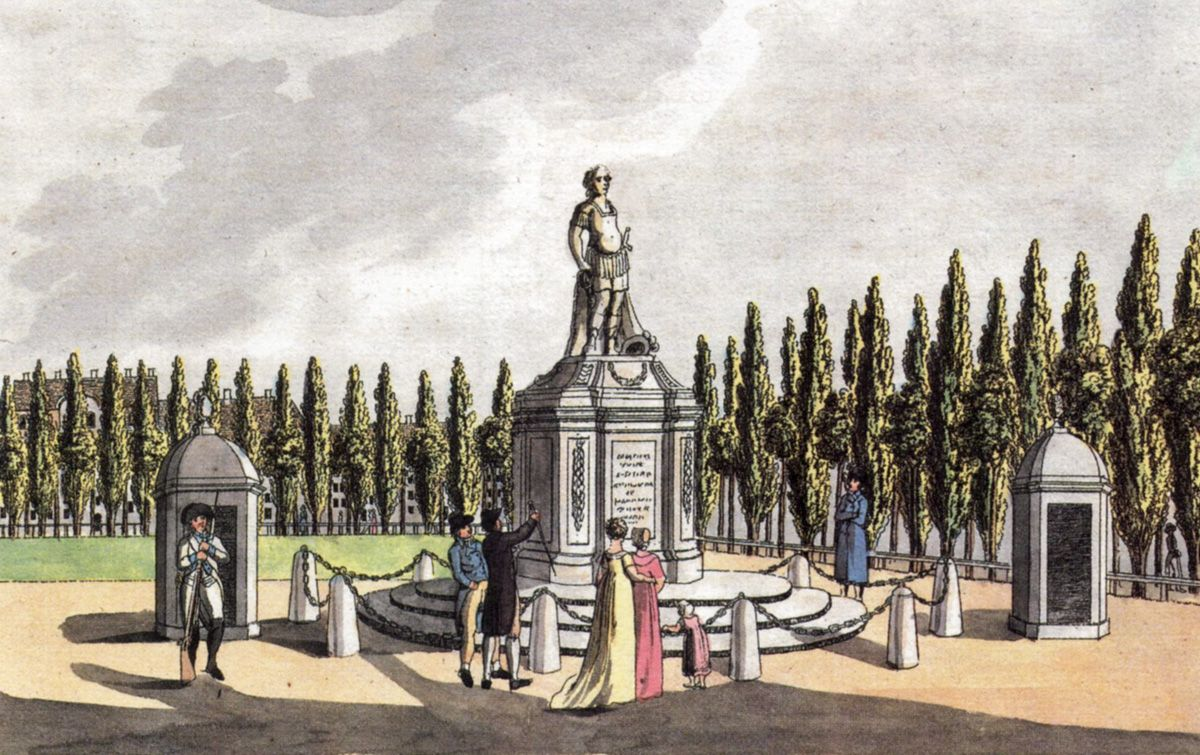
Pomnik Fryderyka Augusta I w Lipsku, ufundowany przez Józefa Aleksandra Jabłonowskiego, odsłonięty w 1780

Powrót w Warszawie do koncepcji politycznej unii z Saksonią stanowi pewną zagadkę polityczną. Ze strony polskiej była to decyzja nagła, podjęta bez pytania dworu saskiego o zdanie. Zwrócono się do Drezna dopiero po podjęciu przez Sejm Wielki uchwały o wprowadzeniu tronu dziedzicznego. Pomimo niepowodzeń politycznych rządy Wettynów pozostawiły jednak w Polsce nie najgorsze wspomnienia, skoro w Konstytucji z 3 maja 1791 roku sejm polski wyznaczył Fryderyka Augusta na następcę króla Stanisława Augusta Poniatowskiego i to jako władcę dziedzicznego. Elektor, zachęcany przez dwór berliński i popierany przez dwór wiedeński, wiedział jednak, że najważniejsze będzie stanowisko Rosji. Zapytana o zdanie, Katarzyna II odpowiedziała, że raczej by nie zachęcała elektora do przyjęcia polskich propozycji, i to stanowisko zadecydowało. Rokowania, prowadzone w Dreźnie z polską delegacją, przeciągały się bez szans na powodzenie. W końcu zostały zawieszone, gdy Saksonię zmuszono do opowiedzenia się po stronie koalicji antyfrancuskiej. Potem wydarzenia w Polsce uczyniły całą propozycję bezprzedmiotową. Tyle, że nastąpiło jakby odrodzenie stronnictwa polskiego na dworze drezdeńskim.
Podczas wojny francusko-pruskiej w 1806 roku początkowo sojusznik Prus. Traktat w Pillnitz z 1791 roku, włączający elektorat do koalicji antyfrancuskiej, był wymuszonym przyjęciem opcji politycznej, której starał się uniknąć. Po bitwie pod Jeną-Auerstedt przeszedł na stronę Napoleona. 11 grudnia 1806 w Poznaniu podpisał traktat pokojowy z Francją, na mocy którego Saksonia stała się królestwem i członkiem Związku Reńskiego. Likwidacja Świętego Cesarstwa Rzymskiego Narodu Niemieckiego uczyniła go władcą formalnie w pełni suwerennym, uznawał jednak faktyczne zwierzchnictwo cesarza Francuzów. Jego koronacja odbyła się 20 grudnia 1806 roku.
Na mocy układu w Tylży z 7 lipca 1807 roku zostało powołane Księstwo Warszawskie, które Napoleon oddał we władanie królowi saskiemu. Tym samym, w nawiązaniu do postanowień Konstytucji 3 maja, Fryderyk August został monarchą polskim jako książę warszawski. Na rzeczywisty bieg wydarzeń nad Wisłą miał wpływ niewielki, stale przebywając w Saksonii i tylko kilkukrotnie odwiedzając Księstwo. Kontakt z Warszawą zachował poprzez ministra sprawiedliwości Księstwa Feliksa Łubieńskiego, który stał się jego faktycznym pełnomocnikiem. Mimo to w społeczeństwie polskim powrót do unii z Saksonią został przyjęty z entuzjazmem, a jego pierwszego przyjazdu wręcz oczekiwano z niecierpliwością. Stanisław Grabowski w liście do Izabeli Czartoryskiej opisywał to wydarzenie w następujących słowach:

Dwór jest już od dwóch dni w Warszawie, wjazd był wspaniały; przeszło 17 000 ludzi pod bronią, orszak przepyszny, a nade wszystko okrzyki i zapał ludu były wzruszające, trudno opisać upojenie powszechne. Ulice, okna, balkony przepełnione; tłum chciał kilkakrotnie wyprzęgać konie z powozów, wszystko było w poruszeniu i na wszystkich obliczach rozlana radość, błogosławieństwa i nadzieja. Królowi oddawano honory jak cesarzowi, pułki francuskie wznosiły okrzyk: <<vive le roi!>> Marszałek Davoust w wielkim uniformie jechał przy karecie królewskiej, przeszło 300 oficerów świty, okrytych złotem i srebrem, jechało za nim; całe wojsko polskie, władze, magistratura, cechy, duchowieństwo zdobiły ten pochód, brzmiały dzwony i huczały działa; nigdy triumf nie był piękniejszym i nie wywoływał więcej wzruszenia i zapału. <<Te Deum>> odśpiewało duchowieństwo i lud w katedrze. Nazajutrz było dworskie przyjęcie i przedstawienie; zamek był zapełniony, przeszło 60 wielkich wstęg i 600 osób przepełniało salę obrazów i przypominało dobre czasy, które powracają. (…)

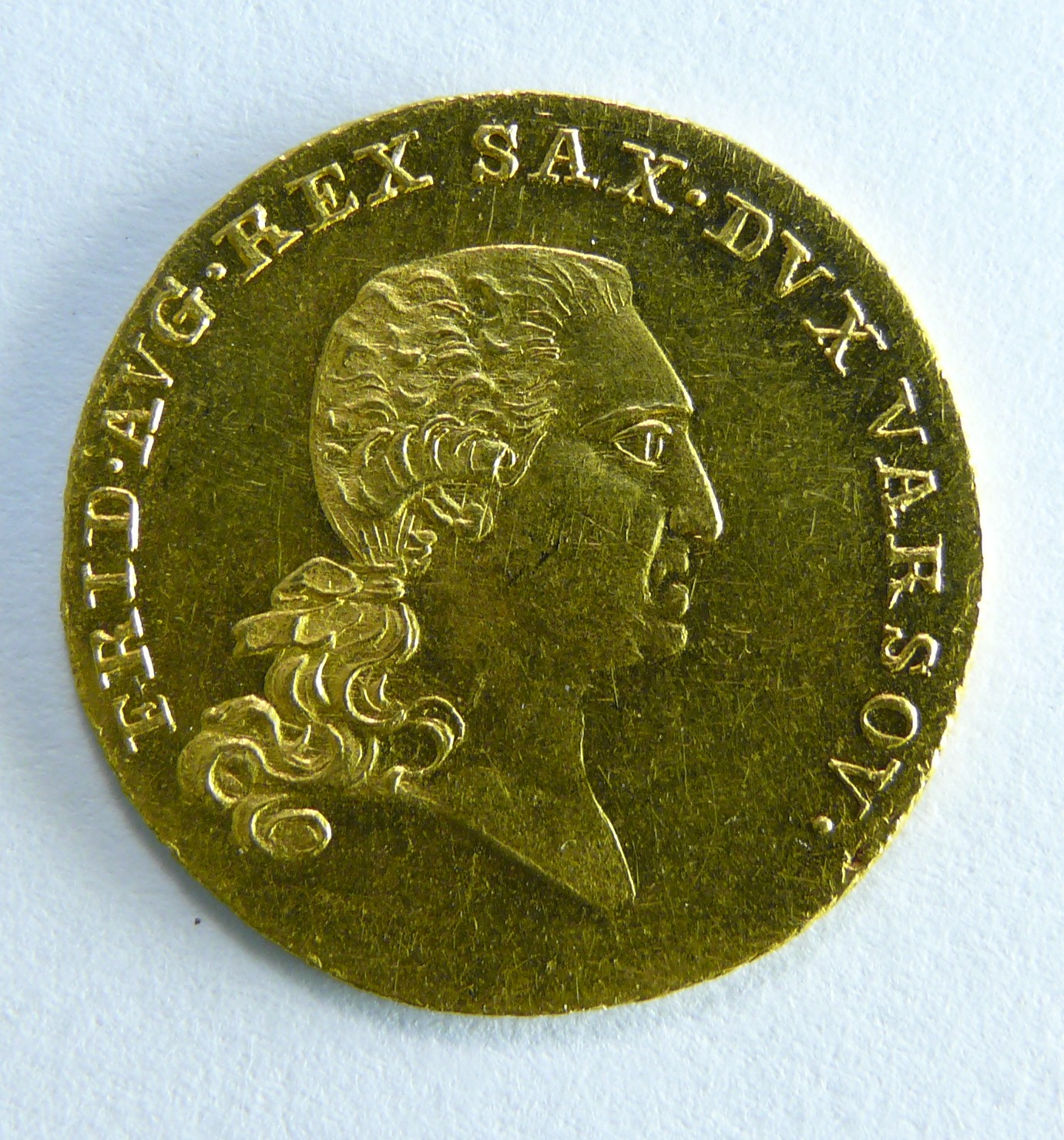
Dukat Księstwa Warszawskiego z 1812 r. z mennicy warszawskiej

Fryderyk August odpłacał się zabiegami o ulżenie ciężkim obowiązkom nakładanym bez litości na ograbiane przez obce wojska Księstwo. Wyjednał na przykład u Napoleona uwolnienie Księstwa od spłaty części wierzytelności wynoszących ok. 21 milionów franków (tzw. sumy bajońskie). Podczas swych wizyt nad Wisłą wykazał sporo umiejętności politycznych. Na inaugurację pierwszego sejmu wystąpił w polskim mundurze i z polskimi odznaczeniami. W mowie na otwarcie obrad nawiązał do panowania swoich przodków i tego, że niedawno (w 1791 roku) jemu samemu proponowano tron. Uznał te zdarzenia za dowód ciągłości władzy, a ponieważ przemawiał po polsku – zyskał aplauz i życzliwe przyjęcie ze strony uczestników uroczystości. Jeszcze bardziej doniosłe wydarzenie miało miejsce kilka lat później. Ponieważ popierał plan odbudowy niepodległego Królestwa Polski, zgłosił swój akces do zawiązanej dnia 26 czerwca 1812 roku na sejmie nadzwyczajnym Konfederacji Generalnej Królestwa Polskiego, która miała stanowić wstęp do odrodzenia Rzeczypospolitej w granicach sprzed 1772 roku. Delegacja konfederacji udała się do Drezna, aby zaproponować Fryderykowi Augustowi polską dziedziczną koronę, która to propozycja została przyjęta ze wzruszeniem przez kandydata na króla, ale z powodu dalszego biegu wydarzeń niemożliwa była jej realizacja.
Po klęsce wyprawy moskiewskiej, mimo rosnącej w siłę koalicji, nie szukał pretekstu, aby opuścić Napoleona. Nawet w bitwie pod Lipskiem, kiedy niektórzy sascy generałowie zażądali odstąpienia od Francji, nie zgodził się i wezwał resztę oddziałów saskich, które w ślad za swoimi dowódcami nie przeszły na stronę koalicji, do pozostania przy Napoleonie. Zakończenie bitwy oznaczało zarazem kres znaczenia Saksonii. Fryderyk August, przebywający w mieście z rodziną i otoczeniem, został zatrzymany i oddany w areszt królowi pruskiemu Fryderykowi Wilhelmowi III, który wywiózł więźniów do Berlina. Król saski był przetrzymywany we Friedrichsfelde do chwili, gdy okazał się potrzebny w Wiedniu.
Jako karę za wierność wobec cesarza Francuzów Kongres wiedeński (1814-1815) zamierzał początkowo pozbawić Fryderyka Augusta tronu i oddać jego państwo Prusom. Ostatecznie Prusy musiały zadowolić się północną częścią Saksonii. Dwie trzecie terytorium saskiego i prawie połowa ludności została przyłączona do Prus. Władca Saksonii zachował wprawdzie tytuł królewski, ale utracił znaczenie polityczne. Został ponadto zmuszony do zrzeczenia się tronu i zwolnienia z przysięgi wierności Polaków. Fryderyk August w Manifeście do Narodu Polskiego z dnia 22 maja 1815 roku wprost zaznaczył, że czyni to Wskutek układów pomiędzy potężnemi Mocarstwy na Kongresie Wiedeńskim, względem podziału państw zawartych (…).
7 czerwca 1815 roku Fryderyk August wrócił do Drezna, otwierając okres pewnej stabilizacji związanej z istnieniem i funkcjonowaniem dworu jako ośrodka władzy. Dla poddanych powrót króla był miarą suwerenności Saksonii, co jeszcze silniej podkreślało znaczenie dynastii w tym trudnym dla kraju okresie. Wkrótce po tym wydarzeniu Saksonia weszła do Związku Niemieckiego jako porozumienia gwarantującego pokój wewnętrzny i ochronę zewnętrzną członków Związku. Politycznie jednak związała się z dworem wiedeńskim nie tyle z racji tradycji historycznych, ile ze względu na to, że ten układ dawał jej pewną ochronę przed Prusami, które konsekwentnie zmierzały do całkowitego jej podporządkowania. Króla i jego rodzinę nadal darzono szacunkiem. Z panującym wiązano nadzieje na uwolnienie się Saksonii z okowów, jakie na państwo nałożyła polityka władz okupacyjnych i postanowienia kongresu wiedeńskiego. Dlatego szybko wybaczono Fryderykowi Augustowi jego związki z Napoleonem i trwanie przy cesarzu.

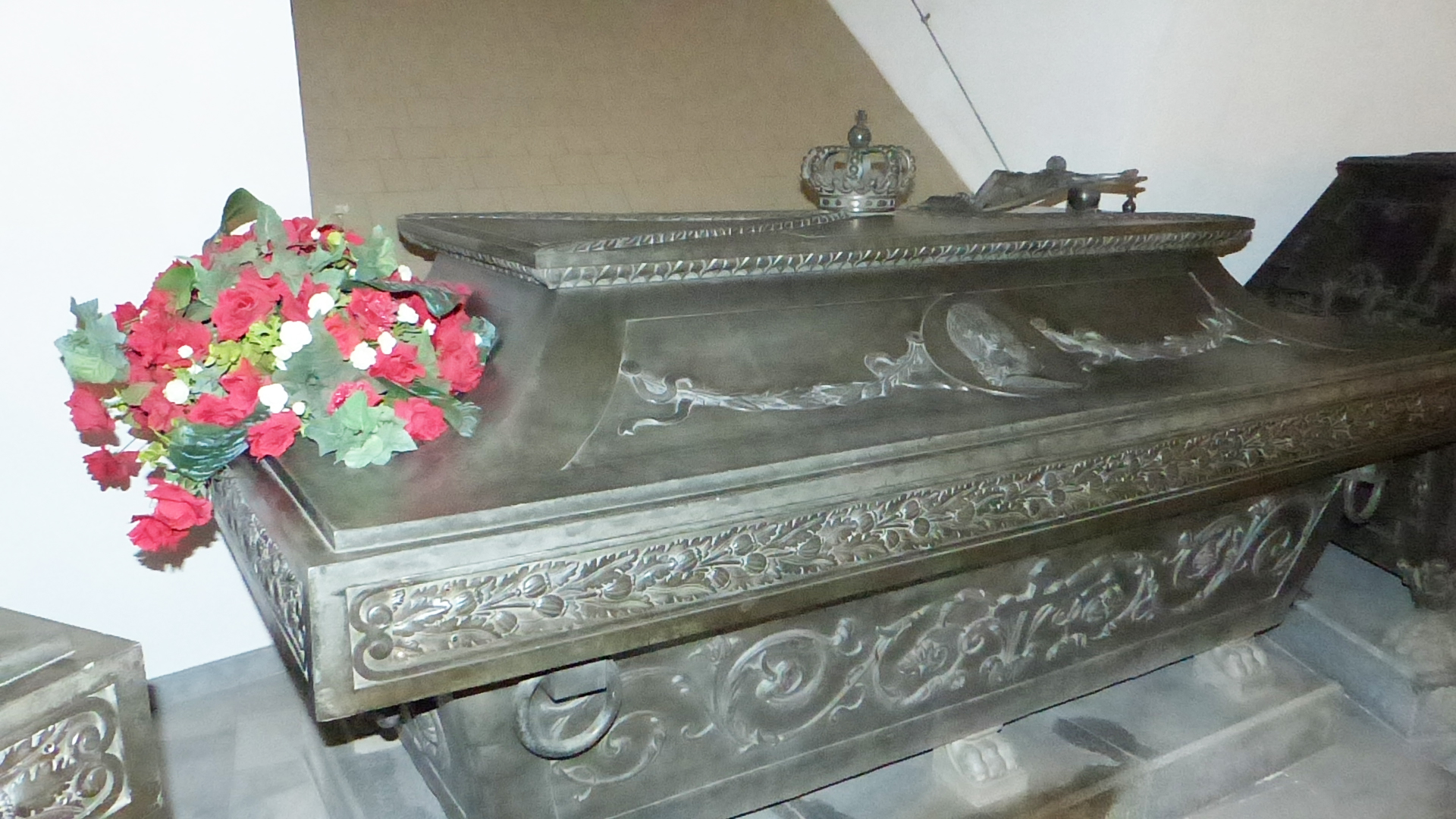
Sarkofag Fryderyka Augusta w katedrze Świętej Trójcy w Dreźnie

Fryderyk August zmarł 5 maja 1827 roku w Dreźnie i został pochowany w Kościele Dworskim. Nie miał męskiego potomka, zatem królewską koronę odziedziczył młodszy brat zmarłego, Antoni (1755–1836), zgodnie z tradycją saskiego domu panującego.

## Sukcesja tronu polskiego
Fryderyk August był dwukrotnie powoływany  na tron polski. Następowało to w odmiennych okolicznościach, za każdym razem inaczej również były sformułowane zasady dziedziczenia tronu:
Art. VII Ustawy rządowej z dnia 3 maja 1791 roku (Konstytucji 3 maja) stanowił, że Dynastia przyszłych królów polskich zacznie się na osobie Fryderyka Augusta, dzisiejszego elektora Saskiego, którego sukcesorom de lumbis [z lędźwi, tj. rodzonym] z płci męskiej tron Polski przeznaczamy. Najstarszy syn króla panującego po ojcu na tron następować ma. Gdyby zaś dzisiejszy elektor saski nie miał potomstwa płci męskiej, tedy mąż przez elektora, za zgodą stanów zgromadzonych, córce jego dobrany, zaczynać ma linię następstwa płci męskiej do tronu polskiego. Dlaczego Marię Augustę Nepomucenę, córkę elektora, za infantkę Polską deklarujemy, zachowując przy narodzie prawo, żadnej preskrypcji podpadać nie mogące, wybrania do tronu drugiego domu, po wygaśnięciu pierwszego.
Pomijając fakt, że powołana ustawa zasadnicza została formalnie uchylona przez Sejm grodzieński aktem oblatowanym w Grodnie 23 listopada 1793 roku, który uznał Sejm Czteroletni za niebyły i uchylił wszystkie ustanowione na nim akty prawne, linia następstwa przewidziana w tej konstytucji wygasła na wspomnianej infantce Marii Auguście Nepomucenie, która nie tylko nie miała dzieci, ale nawet nie wyszła za mąż.
Z kolei Art. 5 Konstytucji Księstwa Warszawskiego z dnia 22 lipca 1807 roku stanowił, że Korona książęca warszawska jest dziedziczną w osobie króla saskiego, jego potomka, dziedziców i następców podług porządku następstwa ustanowionego w domu saskim.
Wynika z tego przepisu, że prawo do tronu polskiego zostało przyznane wszystkim członkom saksońskiej rodziny królewskiej, zgodnie z zasadami dziedziczenia korony obowiązującymi w tej rodzinie. Biorąc pod uwagę, że była to norma prawna obowiązująca w momencie przyjęcia przez Fryderyka Augusta w 1812 roku polskiej dziedzicznej korony królewskiej w związku z przystąpieniem do Konfederacji Generalnej Królestwa Polskiego, jego abdykacja i zwolnienie z przysięgi wierności Polaków, mające charakter osobisty, nie pozbawiło prawa do tronu polskiego jego następców. Według innej interpretacji jego abdykacja jako dokonana pod przymusem – była obarczona wadą oświadczenia woli, pociągającą za sobą nieważność czynności prawnej.

## Galeria

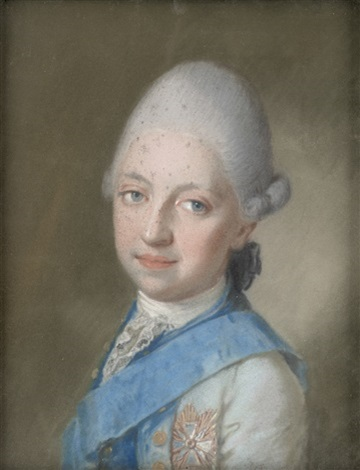
Fryderyk August jako dziecko
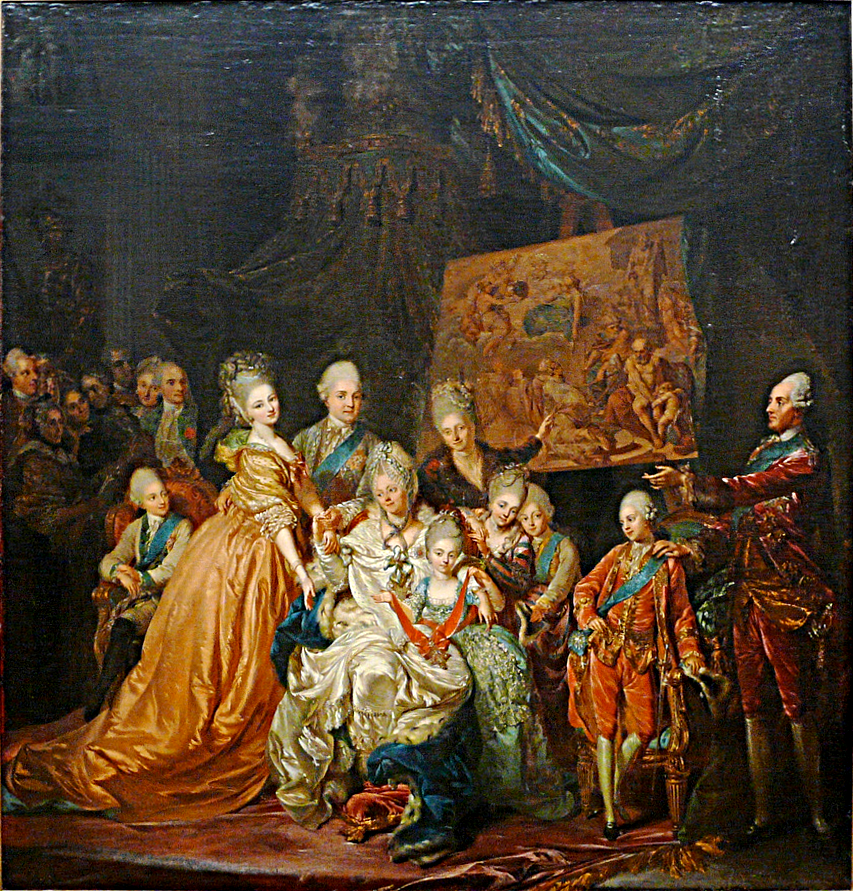
Rodzina elektorska Saksonii w 1772 roku – Fryderyk August wraz z żoną Amalią trzymają za rękę Marię Antoninę – wdowę po Fryderyku Krystianie
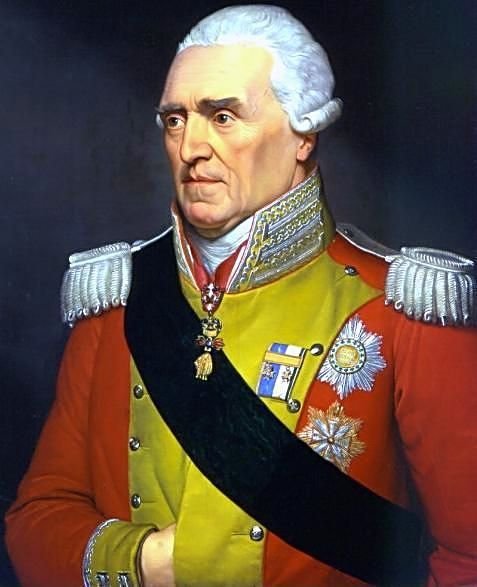
Fryderyk August na obrazie Vogela
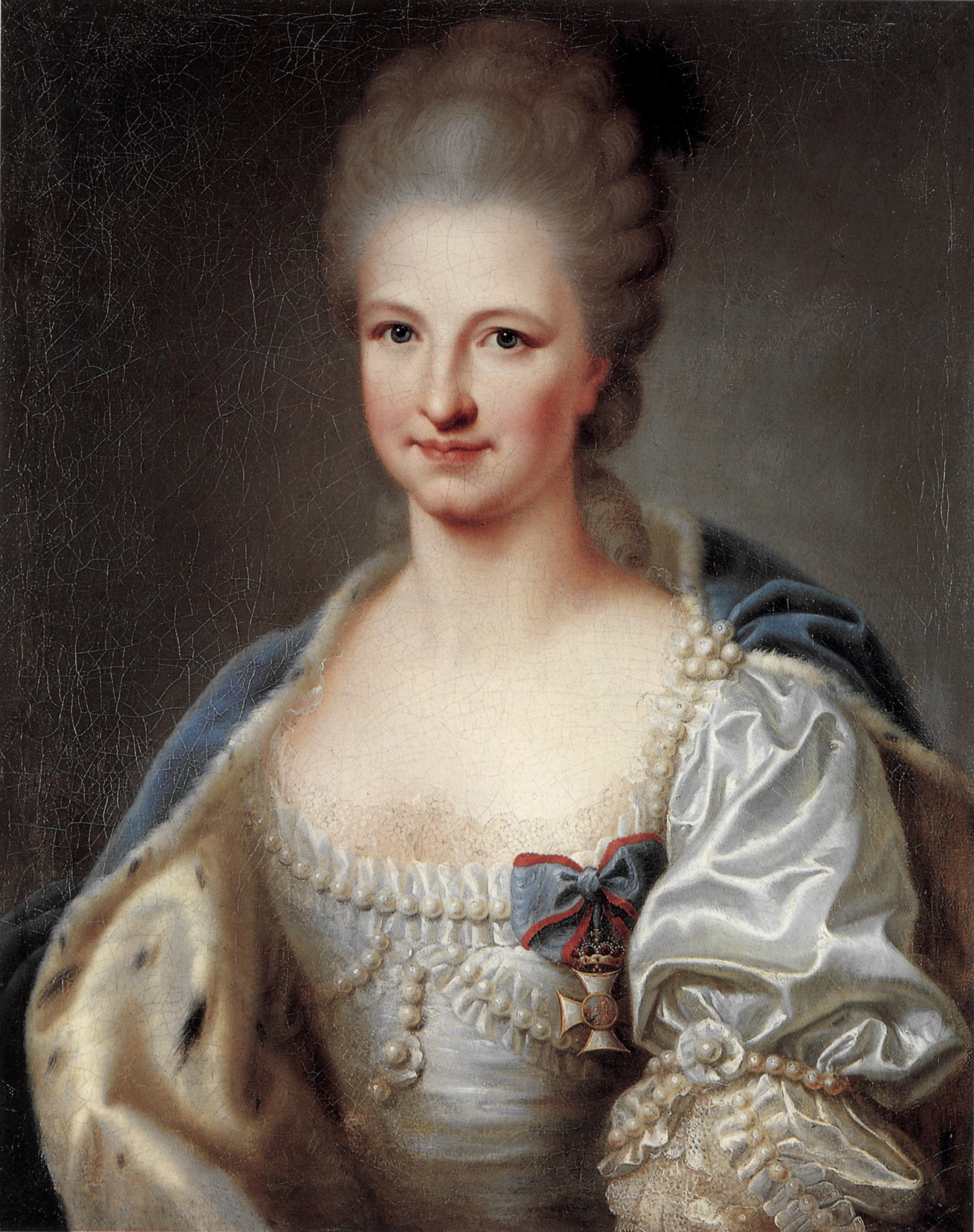
Maria Amalia jako księżna elektorowa Saksonii
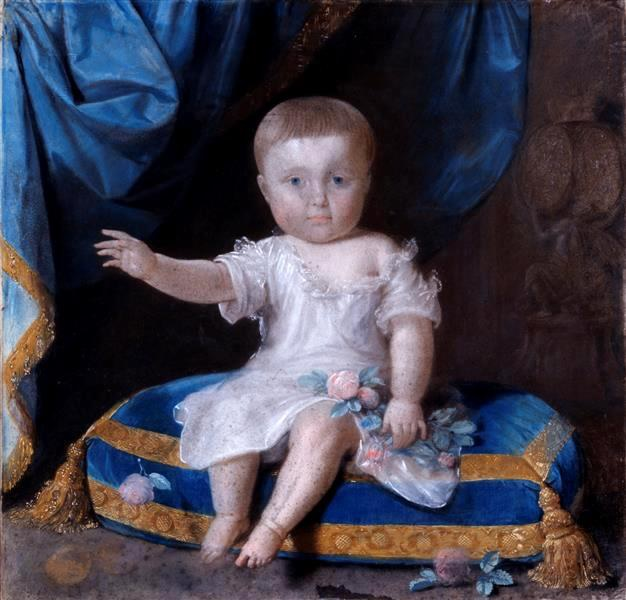
Maria Augusta jako roczne dziecko
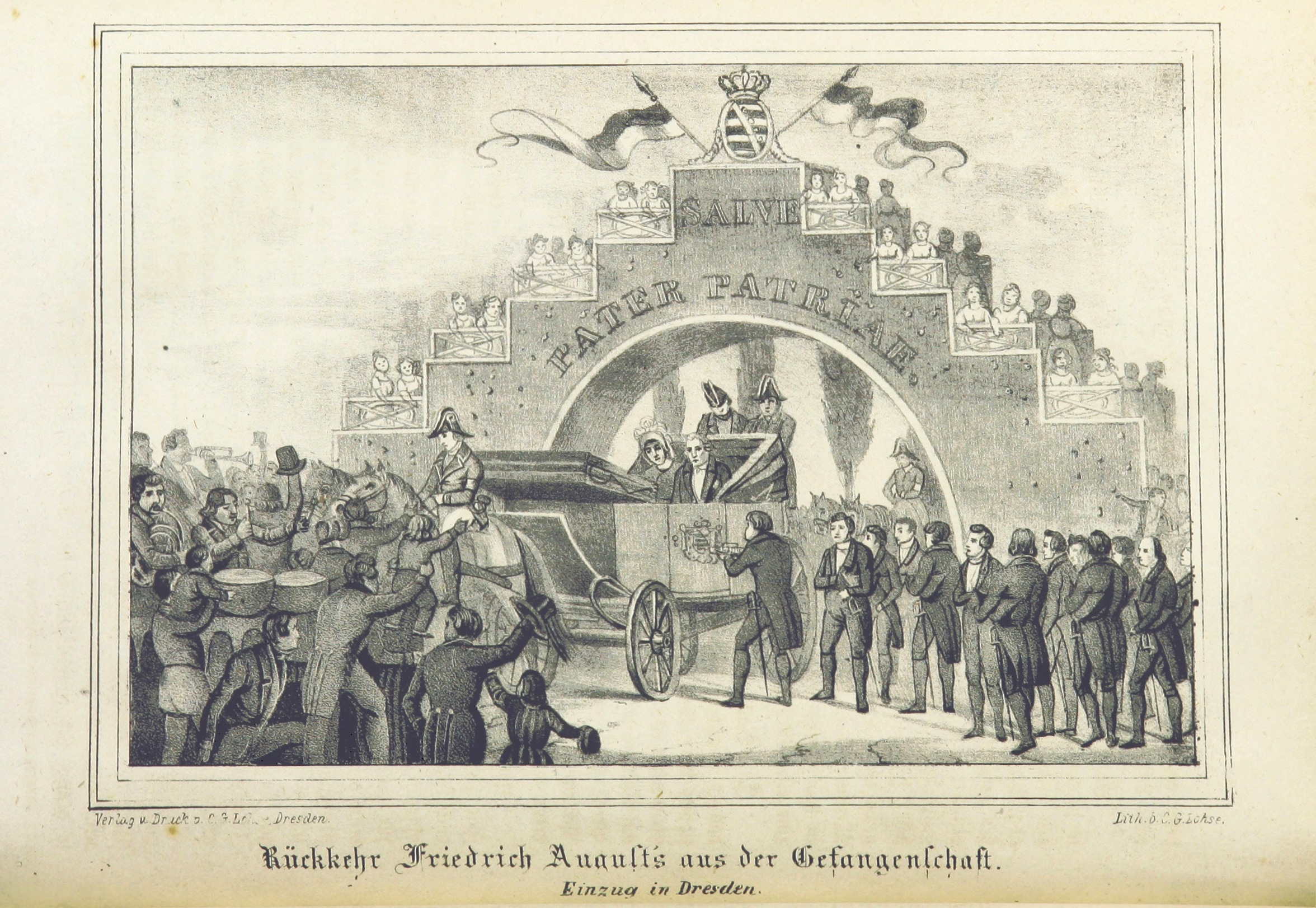
Powrót pary królewskiej do Drezna w 1815
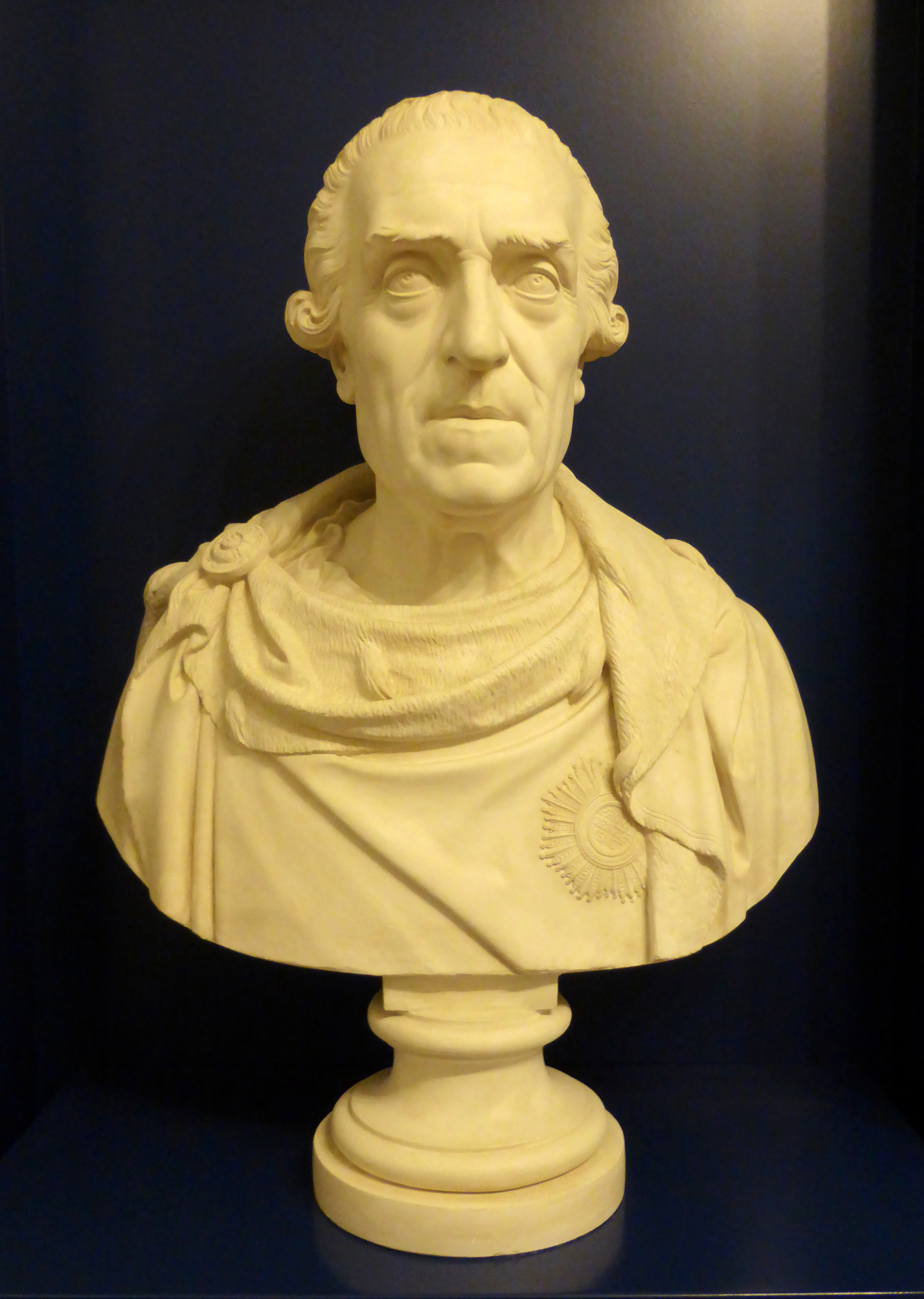
popiersie króla Saksonii Fryderyka Augusta

## Odznaczenia

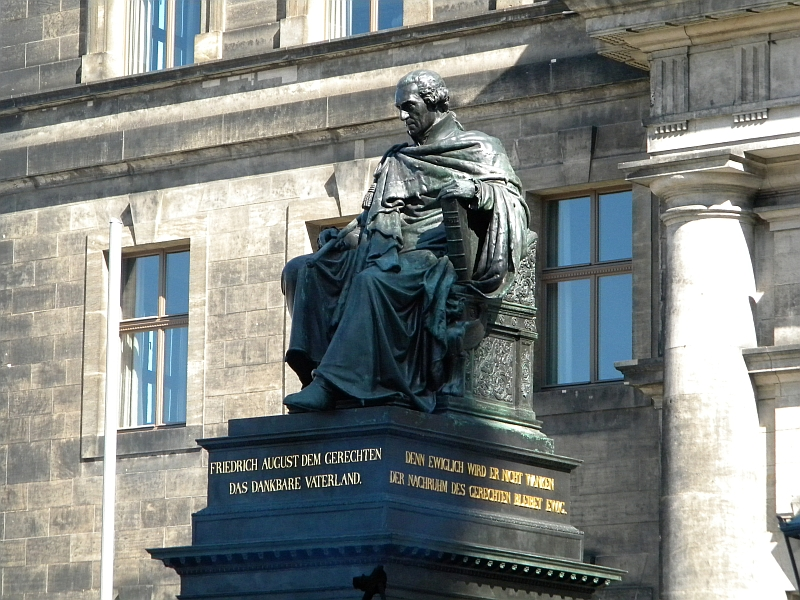
Pomnik Fryderyka Augusta w Dreźnie

Saskie (jako elektor/król Saksonii)
- Wielki Mistrz Orderu Wojskowego Świętego Henryka (od 1763)
- Wielki Mistrz Orderu Korony Rucianej (ust. w 1807)
- Wielki Mistrz Orderu Zasługi Cywilnej (ust. w 1815)

Polskie (jako władca Księstwa Warszawskiego)
- Wielki Mistrz Orderu Orła Białego (1807–1815)[25], dekorowany w kołysce w 1751 roku[26]
- Wielki Mistrz Orderu Świętego Stanisława (1807–1815)[27]
- Wielki Mistrz Orderu Wojskowego Księstwa Warszawskiego (1807–1815)[28]

Pozostałe
- Order Złotego Runa (Austria)
- Wielki Orzeł Orderu Legii Honorowej (Francja)[29]

## Genealogia
| Prapradziadkowie                                    | elektor Saksonii Jan Jerzy III Wettyn (1647–1691) ∞ 1666 Anna Zofia Oldenburg (1647–1717)           | margrabia Bayreuth Krystian Ernest Hohenzollern (1644–1712) ∞ 1671 Zofia Luiza Wirtemberska (1642–1702) | cesarz rzymsko-niemiecki Leopold I Habsburg (1640–1705) ∞ 1676 Eleonora Magdalena Wittelsbach (1655–1720) | cesarz rzymsko-niemiecki Leopold I Habsburg (1640–1705) ∞ 1676 Eleonora Magdalena Wittelsbach (1655–1720) | książę Brunszwiku-Lüneburg Jan Fryderyk Welf (1625-1679) ∞ 1668 Benedykta Wittelsbach (1652-1730)      | książę Brunszwiku-Lüneburg Jan Fryderyk Welf (1625-1679) ∞ 1668 Benedykta Wittelsbach (1652-1730)      | elektor Bawarii Ferdynand Maria Wittelsbach (1636-1679) ∞ 1650 Henrietta Adelajda Sabaudzka (1636–1676)     | król Polski Jan III Sobieski (1626–1696) ∞ 1665 Maria Kazimiera d’Arquien (1641–1716)                       |
| Pradziadkowie                                       | król Polski August II Mocny (1670–1733) ∞ 1693 Krystyna Eberhardyna Hohenzollern (1671–1727)        | król Polski August II Mocny (1670–1733) ∞ 1693 Krystyna Eberhardyna Hohenzollern (1671–1727)            | cesarz rzymsko-niemiecki Józef I Habsburg (1678–1711) ∞ 1699 Wilhelmina Amalia Brunszwicka (1673–1742)    | cesarz rzymsko-niemiecki Józef I Habsburg (1678–1711) ∞ 1699 Wilhelmina Amalia Brunszwicka (1673–1742)    | cesarz rzymsko-niemiecki Józef I Habsburg (1678–1711) ∞ 1699 Wilhelmina Amalia Brunszwicka (1673–1742) | cesarz rzymsko-niemiecki Józef I Habsburg (1678–1711) ∞ 1699 Wilhelmina Amalia Brunszwicka (1673–1742) | elektor Bawarii Maksymilian II Emanuel Wittelsbach (1662–1726) ∞ 1695 Teresa Kunegunda Sobieska (1676–1730) | elektor Bawarii Maksymilian II Emanuel Wittelsbach (1662–1726) ∞ 1695 Teresa Kunegunda Sobieska (1676–1730) |
| Dziadkowie                                          | król Polski August III Sas (1696–1763) ∞ 1719 Maria Józefa Habsburg (1699–1757)                     | król Polski August III Sas (1696–1763) ∞ 1719 Maria Józefa Habsburg (1699–1757)                         | król Polski August III Sas (1696–1763) ∞ 1719 Maria Józefa Habsburg (1699–1757)                           | król Polski August III Sas (1696–1763) ∞ 1719 Maria Józefa Habsburg (1699–1757)                           | Maria Amalia Habsburg (1701–1756) ∞ 1722 cesarz rzymski Karoll VII Wittelsbach (1697–1745)             | Maria Amalia Habsburg (1701–1756) ∞ 1722 cesarz rzymski Karoll VII Wittelsbach (1697–1745)             | Maria Amalia Habsburg (1701–1756) ∞ 1722 cesarz rzymski Karoll VII Wittelsbach (1697–1745)                  | Maria Amalia Habsburg (1701–1756) ∞ 1722 cesarz rzymski Karoll VII Wittelsbach (1697–1745)                  |
| Rodzice                                             | elektor Saksonii Fryderyk Krystian Wettyn (1722–1763) ∞ 1747 Maria Antonina Wittelsbach (1724–1780) | elektor Saksonii Fryderyk Krystian Wettyn (1722–1763) ∞ 1747 Maria Antonina Wittelsbach (1724–1780)     | elektor Saksonii Fryderyk Krystian Wettyn (1722–1763) ∞ 1747 Maria Antonina Wittelsbach (1724–1780)       | elektor Saksonii Fryderyk Krystian Wettyn (1722–1763) ∞ 1747 Maria Antonina Wittelsbach (1724–1780)       | elektor Saksonii Fryderyk Krystian Wettyn (1722–1763) ∞ 1747 Maria Antonina Wittelsbach (1724–1780)    | elektor Saksonii Fryderyk Krystian Wettyn (1722–1763) ∞ 1747 Maria Antonina Wittelsbach (1724–1780)    | elektor Saksonii Fryderyk Krystian Wettyn (1722–1763) ∞ 1747 Maria Antonina Wittelsbach (1724–1780)         | elektor Saksonii Fryderyk Krystian Wettyn (1722–1763) ∞ 1747 Maria Antonina Wittelsbach (1724–1780)         |
| Fryderyk August I Wettyn (1750–1827), król Saksonii | | | | | | | | |